# Chiautempan
Santa Ana Chiautempan (Nahuatl: Santa Ana Chiyauhtempan) is een stad in de Mexicaanse deelstaat Tlaxcala. Huamantla heeft ongeveer 46.776 inwoners (census 2005) en is de hoofdplaats van de gemeente Chiautempan.
Chiautempan werd gesticht in 1380 en was een van de bloemenoorlogstaten die op voet van oorlog stond met de Azteken. Chiautempan was in 1858 de geboorteplaats van de legendarische bandiet Chucho el Roto, de 'Mexicaanse Robin Hood'.